# Alfred Rudolf Lundgren
Alfred Rudolf Lundgren, född 7 april 1852 i Norrköping, död 23 maj 1929 i Lund, var en svensk ingenjör och kartograf. Han var utbildat bergsingenjör och verksam som kartograf vid Ekonomiska kartverket mellan 1878 och 1887.
År 1879 upprättade Lundgren en mycket exakt karta i fyra blad och skala 1:2000  över Norrköping som visar stadens befintliga bebyggelse samt framtida utvidgning mot öst.
Lundgren är begravd på Norra kyrkogården i Lund.

## Lundgrens karta
För Stockholms del blev Lundgren känd för sin mycket detaljrika "Karta öfver Stockholm" som utkom 1885. Den byggde på stadens befintliga stomkartor och var uppdelad på 13 blad med skala 1:3000 och Gamla stan 1:2000. Kartverket litograferades 1884–1885 av kartografen Hermann Markmann och trycktes på Centraltryckeriet. Genom att med rött lägga in framtida gaturegleringar skapade han en metod att se både det förgångna och framtiden samtidigt. Lundgrens karta, även kallad "Atlas över Stockholm", räknas som det första moderna kartverket över Stockholm.

## Kartor

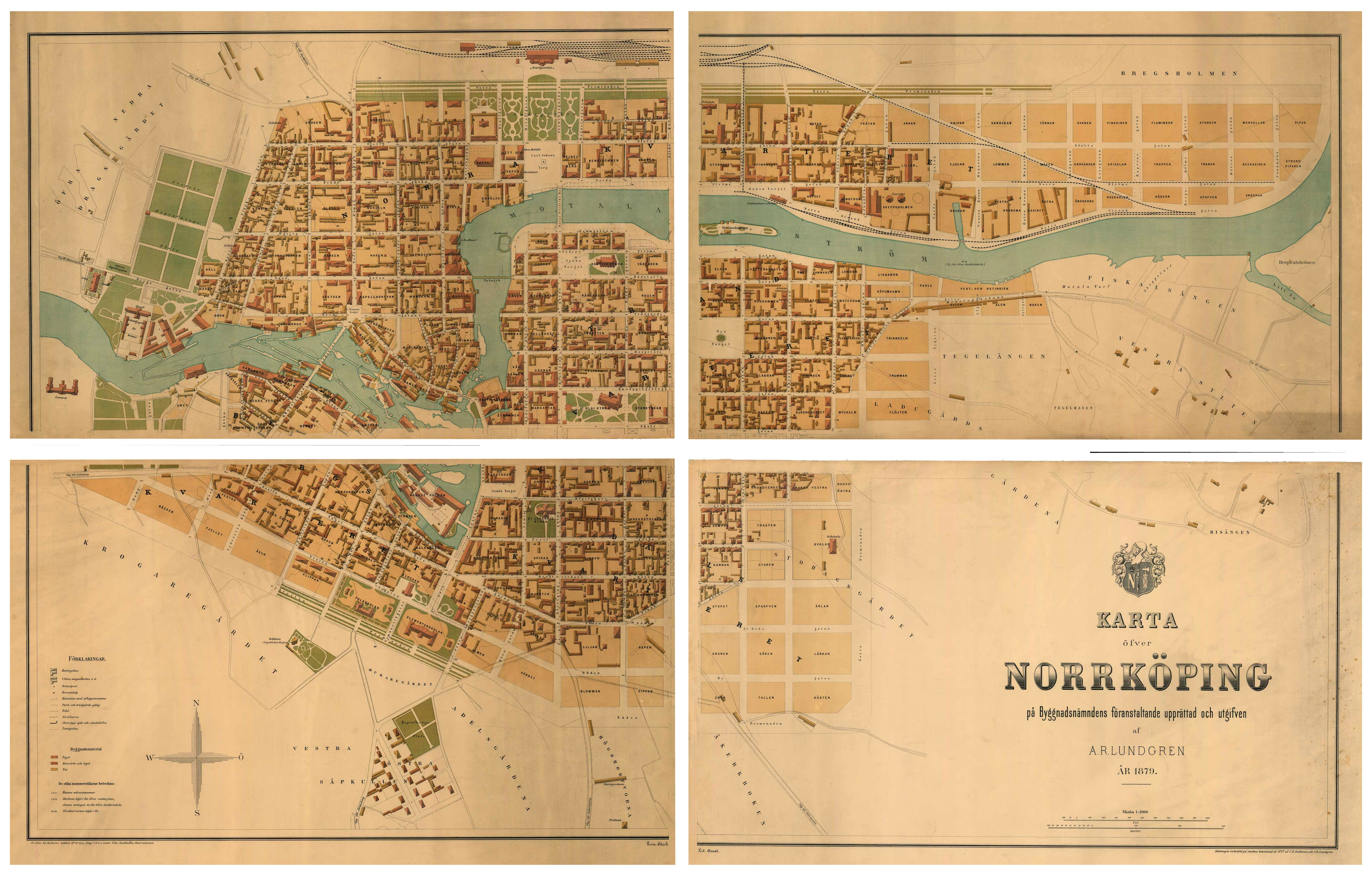
Lundgrens Norrköpingskarta från 1879
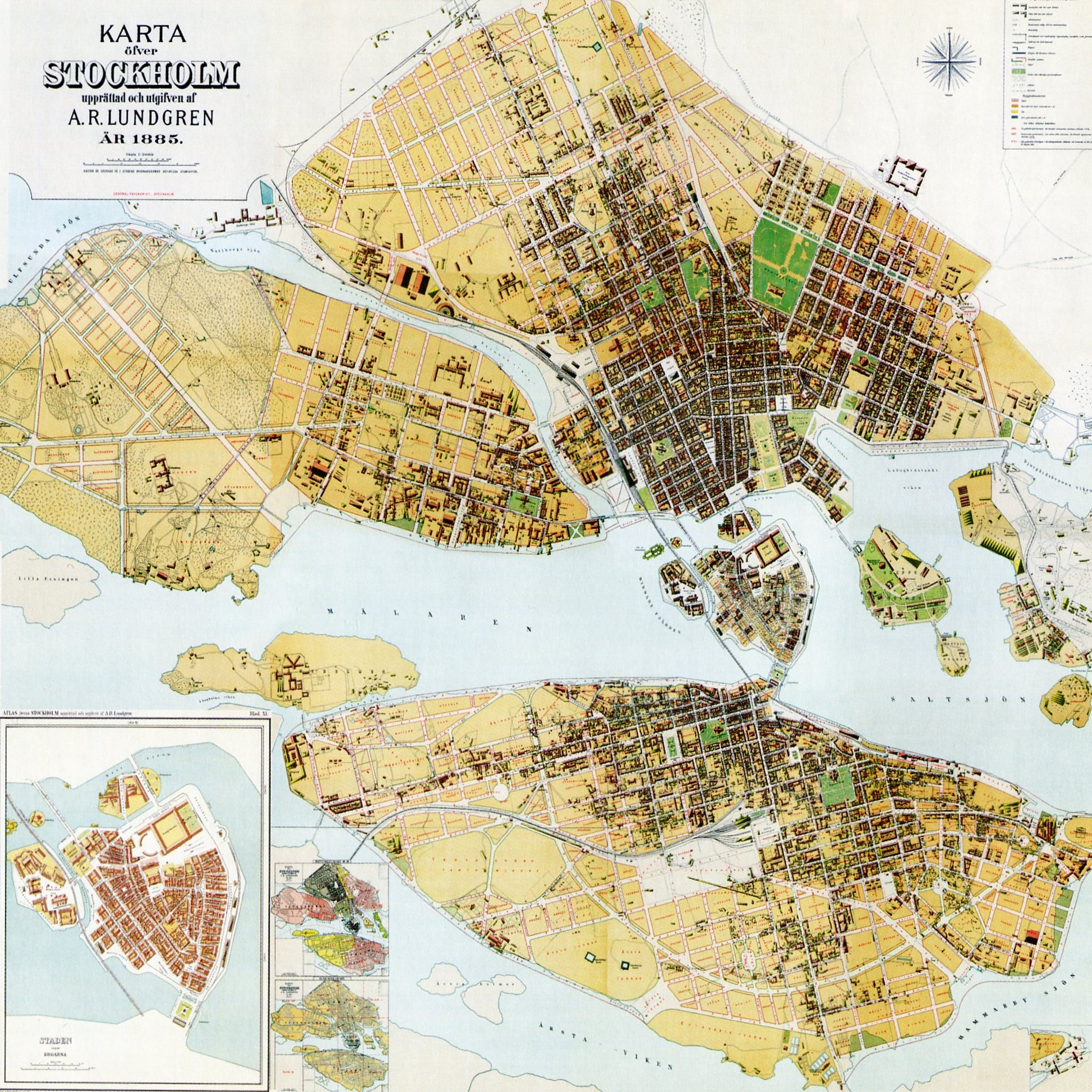
Lundgrens Stockholmskarta från 1885 (digitalt sammanfogad och färgjusterad)
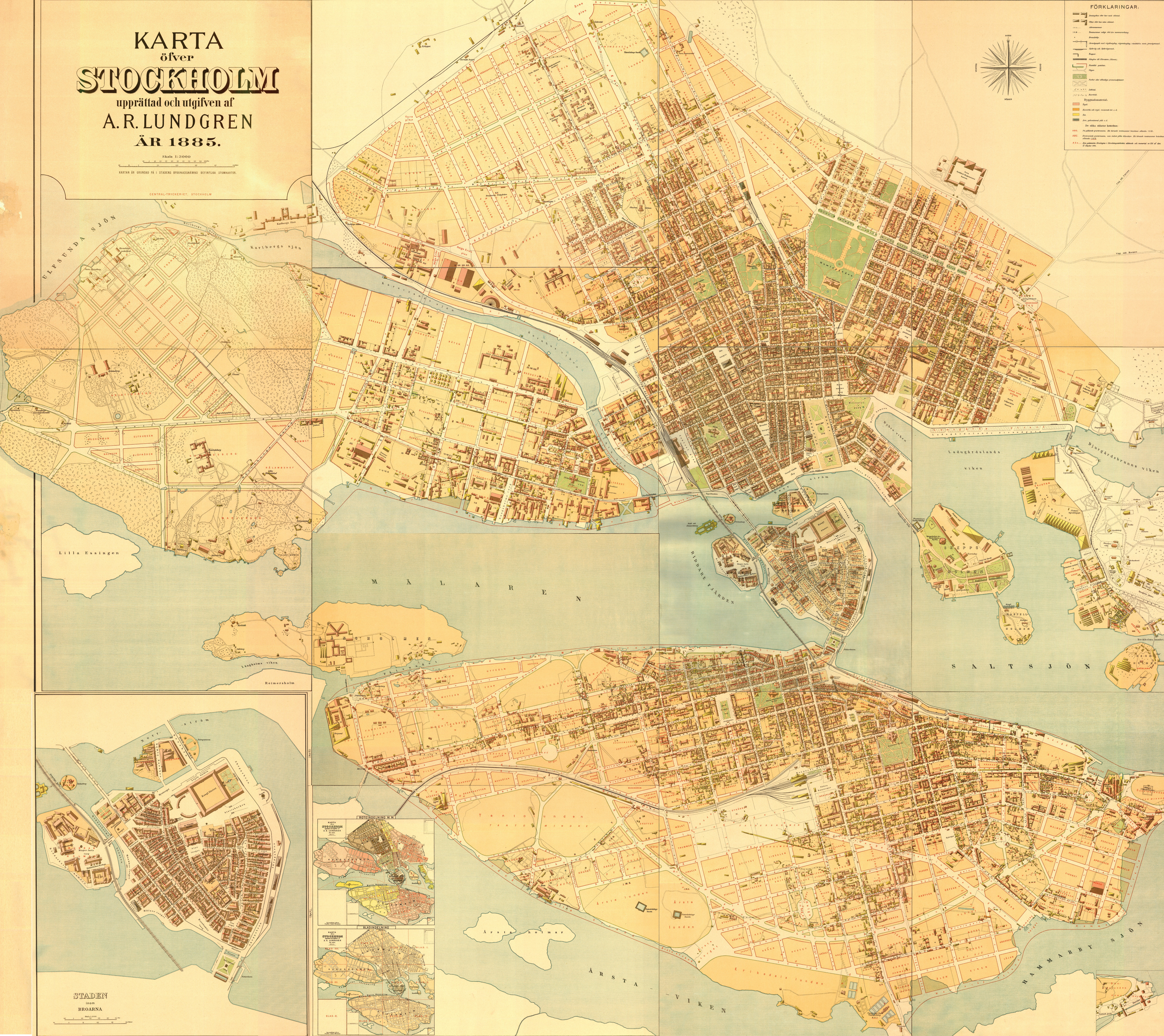
Lundgrens Stockholmskarta från 1885 (högupplöst 22 MB)